# Brána svatého Benedikta
Brána svatého Benedikta je zaniklá stavba v Praze. Byla součástí městského opevnění, které plnilo funkci obrany Starého Města v době panování posledních Přemyslovců za vlády Václava I.

## Popis
Opevnění vedlo od Vltavy v místech, které se nazývá Na Františku přes dnešní Národní třídu, Na Příkopech a Revoluční ulici zpět k Vltavě a mělo 11 bran.
Jeho součástí byly i čtyřboké kamenné věže. Součástí nižší parkánové zdi byla i brána zasvěcena svatému Benediktovi. Stála na konci Králodvorské, původně zvané „svatého Benedikta“ podle dnes již nexistujícího kostela svatého Benedikta při komendě německých rytířů  nad úvozem v místech dnešního obchodního domu Kotva.
Na severu sousedila s branou v Dlouhé a na jihu s branou svatého Ambrože. Zanikla v průběhu 18. století, kdy ztratila na významu.